# Nhuwala
Nhuwala är ett australiskt språk i Australien som talades av 10 personer år 1981. Nhuwala talas i Väst-Australien. Nhuwala tillhör de pama-nyunganska språken..